# Nakajima J9Y

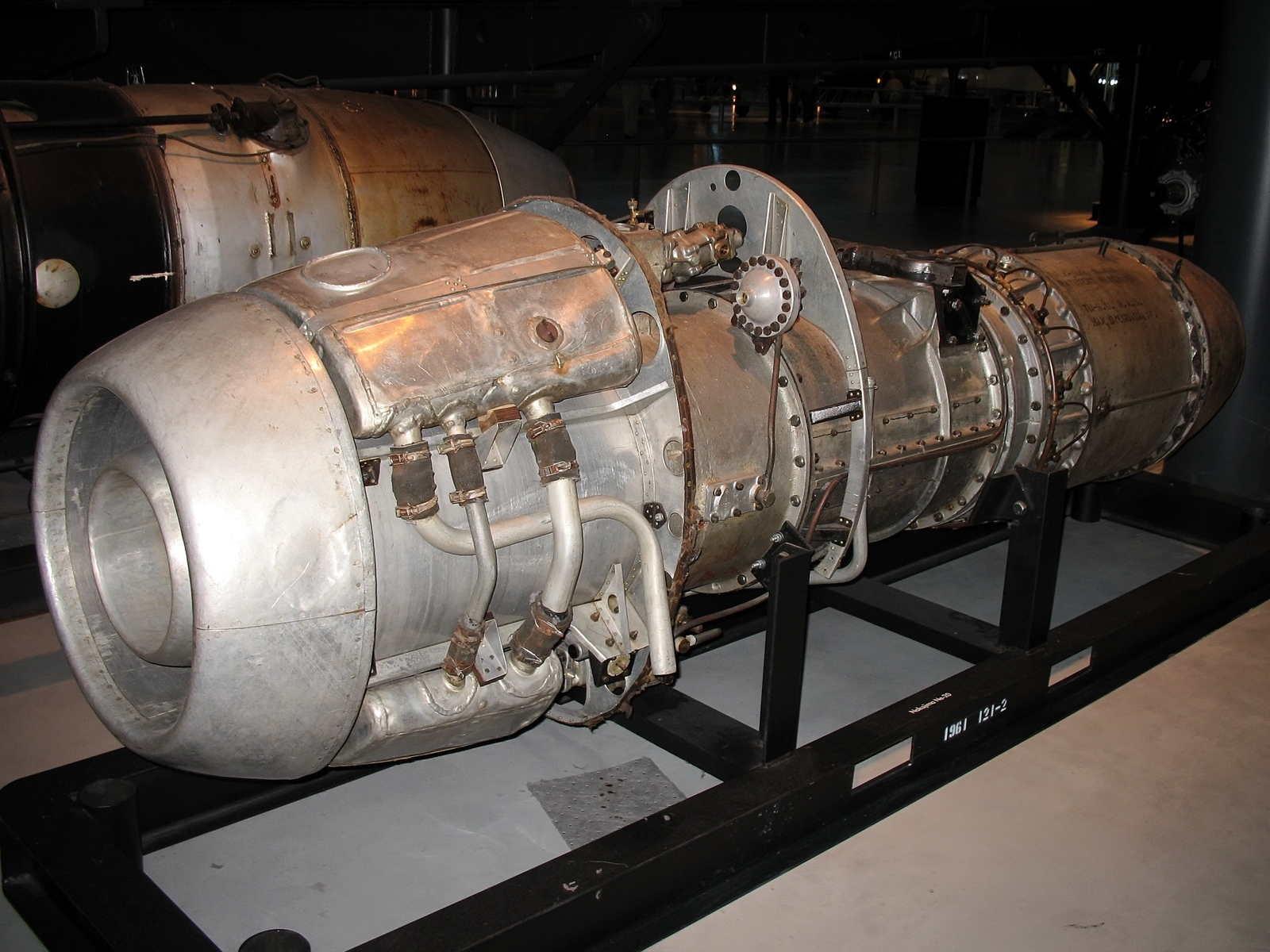
Ishikawajima Ne-20 Turbogetto

Il Nakajima J9Y Kikka, (in giapponese 中島 橘花, "Fiore d'Arancio") era un bimotore a getto da caccia ad ala dritta sviluppato dall'azienda aeronautica giapponese Nakajima Hikōki KK nei primi anni quaranta.
Primo velivolo con motore jet giapponese, fu progettato durante la seconda guerra mondiale, ma la realizzazione si concretizzò solo nelle fasi finali del conflitto, troppo tardi per diventare operativo, venendo portato in volo per la prima volta solo dopo la conclusione. Il Kikka è conosciuto anche con la denominazione Kōkoku Nigō Heiki (皇国二号兵器, "Arma Imperiale  No.2).

## Storia del progetto
A seguito dell'interesse dell'addetto militare giapponese in Germania che, dopo aver assistito alle prove di volo del Messerschmitt Me 262 nel 1944, comunicò in patria le potenzialità di tale velivolo, la Marina imperiale giapponese emise una richiesta alla Nakajima per sviluppare un aereo simile da usare come bombardiere veloce/aereo da attacco al suolo. L'aereo doveva essere assemblato soprattutto da personale non esperto e le ali dovevano essere ripiegabili, requisito richiesto per poter nascondere gli aerei in caverne e tunnel attorno al Giappone, visto che la Marina cominciò a difendere le sue isole. Gli ingegneri della Nakajima Kazuo Ohno e Kenichi Matsumura progettarono un velivolo molto simile al Me 262.
Il Kikka fu progettato nella sua forma preliminare per usare il Tsu-11, una forma grezza di motoreattore che era poco più di una ventola abbinata ad un postbruciatore. I successivi disegnati attorno al Ne-10 (TR-10) un turbogetto a flusso centrifugo, ed al Ne-12, che ha aggiunto un compressore assiale a quattro stadi nella parte anteriore dell'Ne-10. I test su questo impianto propulsivo rivelarono però ben presto che non sarebbe mai riuscito a produrre una spinta sufficiente per riuscire a far volare l'aereo, ed il progetto fu temporaneamente bloccato. Fu quindi deciso di produrre un nuovo turbogetto a flusso assiale basato sul tedesco BMW 003. La costruzione fu problematica, basata su poco più che delle fotografie e progetti abbozzati, ma un'adeguata unità, la Ishikawajima Ne-20, venne finalmente costruita. Nell'estate 1945, il progetto del Kikka si stava evolvendo positivamente quando, a causa della situazione bellica avversa ai giapponesi durante le fasi finali della seconda guerra mondiale, la Marina imperiale impose un cambio di ruolo dell'aereo in "attaccante speciale", il termine usato per le armi kamikaze.
Se comparato con l'Me 262, la cellula del Kikka è notevolmente più piccola e più convenzionale, con le ali diritte (anziché a freccia) così come i piani orizzontali dell'impennaggio di coda. La sezione triangolare della fusoliera, caratteristica dei progetti tedeschi, era meno pronunciata a causa dei serbatoi di carburante di minore capacità. Per velocizzare lo sviluppo del velivolo si ricorse all'utilizzo di parti già in produzione tra cui il carrello d'atterraggio proveniente dal Mitsubishi Zero e la ruota del carrello anteriore dalla coda del bombardiere Yokosuka P1Y.

## Utilizzatori
Giappone
- Dai-Nippon Teikoku Kaigun Kōkū Hombu